# Vast

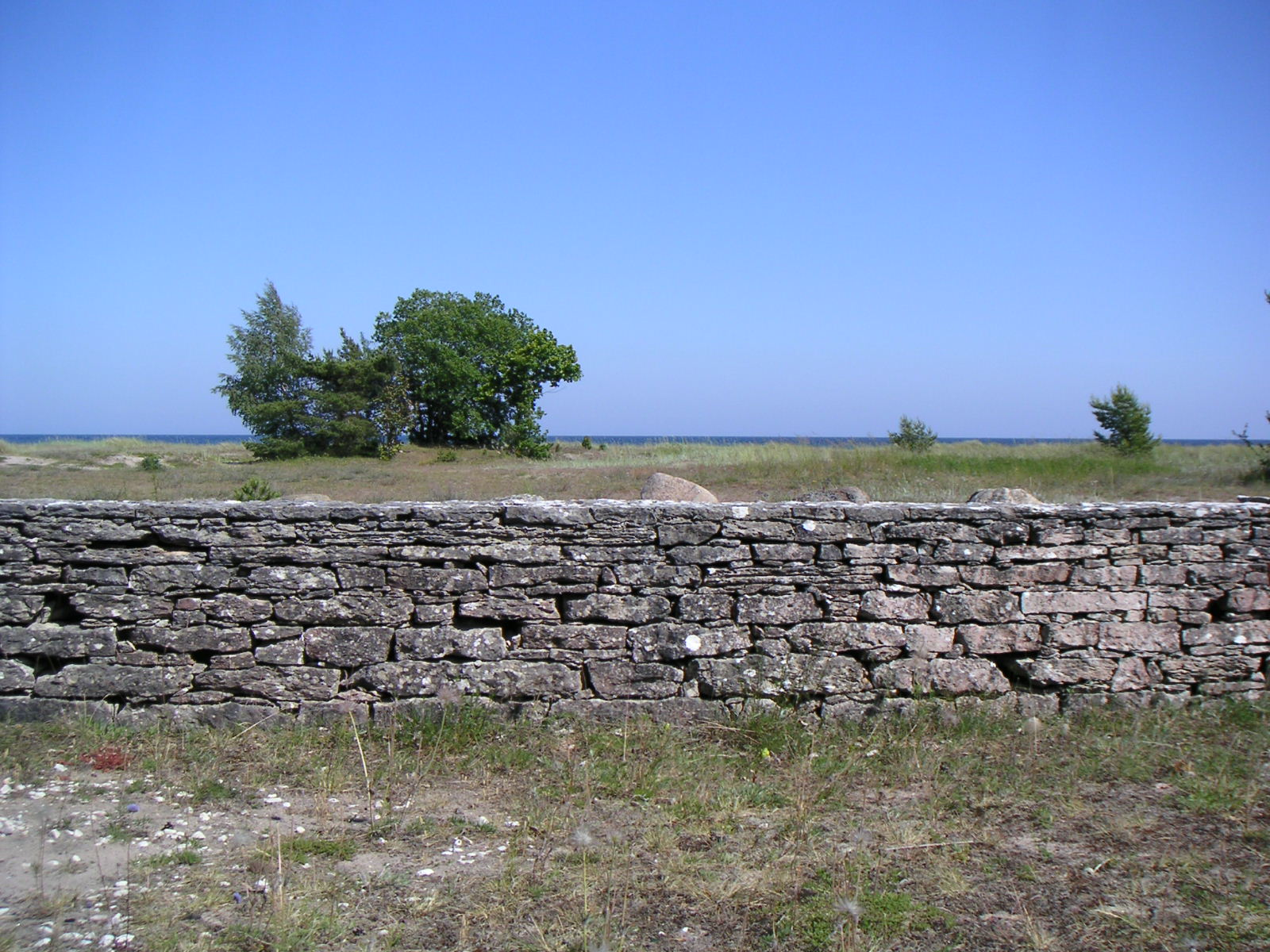
Vast som avgränsar sommarnöjet Barnarve mot strandheden i Ljugarn

Vast eller Stentun är en äldre gotländsk benämning för murar i sten, uppförda sedan stenåldern som avgränsning av jordbruksmark, men senare även som tomtgräns för högreståndsfastigheter och sommarvillor.